# Șarpele (constelație)

Șarpele (în elină Ὄφις) este o constelație din emisfera nordică.

## Descriere și localizare

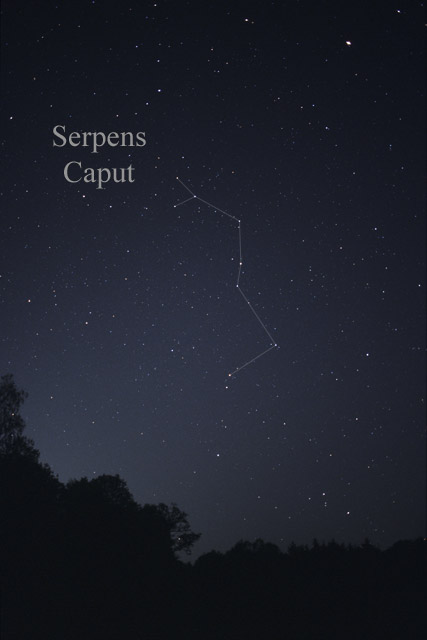
Constelația Șarpele (capul) văzută cu ochiul liber. Pentru identificarea mai ușoară au fost trasate linii între stele.

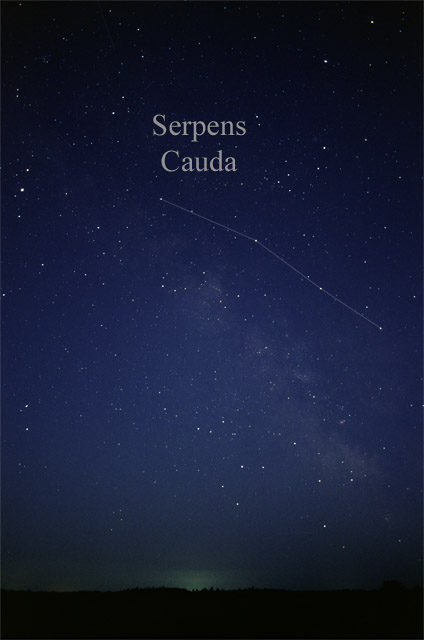
Constelația Șarpele (coada) văzută cu ochiul liber. Pentru identificarea mai ușoară au fost trasate linii între stele.

## Obiecte cerești
Coordonate:  17h 00m 00s, +03° 00′ 00″